# Инипи
Инипи (иникагапи) или „колибата за изпотяване“ е една от седемте свещени церемонии на лакота (сиуксите).
Думата може да се преведе като „те правят живот“ (чрез пара, която символизира животворящия дъх). Този ритуал се провежда като част от подготовката за други, също важни церемонии (напр. Танца на Слънцето, търсенето на видения и др.) или самостоятелно, и обикновено предшества всяко сериозно начинание в живота на индианеца. Това е церемония на обновление и духовно възраждане, където всеки от четирите основни първоелемента – земя, въздух, огън и вода – способства за физическото и духовното пречистване на човека.
Прочутият сиукски свещен мъж (шаман) Черният Лос обяснява, че Колибата за потене олицетворява Вселената, а дупката в средата – средоточието ѝ, където се намира Уакан-Танка, Великото Тайнство със своята сила, същността на която е стихията на огъня. Върбата, от която се прави скелето, олицетворява всичко растящо върху лицето на Майката-Земя. Камъните въплъщават самата Земя, а също вечността на Уакан-Танка. Водата означава духовните ценности, които хората могат да разберат и постигнат.
Инипи е церемония, силата на която идва от камъните. Според митологията на лакота Камъкът (Инян) е най-старото същество на Земята, дошъл до нас от началото на Времената и обединява в себе си мъдростта на всички същества, живели дотогава на света. Именно заради това те го смятат за основен съветник и учител в Колибата на пречистването.
Камъните се събират внимателно и с почит. Трябва да се избере твърд планински (не и речен камък, тъй като той носи в себе си духа на водата!) камък, голям приблизително колкото два юмрука. Човек трябва да вземе камъка в ръце и почтително да му каже: „Дядо, моля те, помогни ни, ела и ни научи на мъдрост и правилен живот!“ След това трябва да остави на мястото на камъка щипка тютюн като жертвен дар. Камъните се носят и оставят внимателно и с уважение. За церемонията се необходими 18, 24, 33, 50 или 100 камъка. Броя на камъните, които ще се внесат в инипи предварително се уточнява от водача на церемонията и зависи от целта на провеждането ѝ.
След това се събират дърва; използват се само сухи, мъртви, паднали дървета и клони.
Колибата за изпотяване се строи обикновено близо до течаща вода – река или поток. За нейната направа са необходими дванайсет или шестнайсет върбови клона. Краищата им се забиват в земята, а върховете се огъват и свързват два по два, така че на върха образуват кръст.
Колибата (инитипи) е кръгла, с куполообразна форма. Диаметърът ѝ е около два метра, а височината – приблизително 1,5 м.
Ритуалът се провежда на четири етапа, по време на които се пеят сакрални песни, звучат молитви, водят се откровени, задълбочени разговори, пуши се лула. Когато накрая участниците в церемонията напуснат колибата, те излизат преродени от утробата на Майката-Земя. Това преминаване от плътния мрак на ритуалната колиба към дневната светлина символизира и освобождаването на човека от невежеството, егоизма и грубия материализъм. След обновяването на своята същност той встъпва в света на просветлението и мъдростта.
Под една или друга форма този ритуал се извършва от представителите на множество коренни американски народи. Детайлите при различните племена се различават, но основния смисъл на церемонията е еднакъв.